# Patulin
A patulin fehér színű kristályos anyag (op. 105–111 °C). Vízben, alkoholban, metil-alkoholban, dimetil-szulfoxidban oldódik.
Gombák, különösen az Aspergillus és Penicillium által termelt méreg. Megtalálható a rotható almában is. Az almatartalmú termékek minőségének egyik mérőszáma a patulin mennyisége.
Nem különösebben mérgező vegyület, bár egyes tanulmányok állítják, hogy genotoxikus anyag, amiből egy olyan elmélet született, hogy karcinogén (rákkeltő) is. Az állatkísérletek eredménye nem egyértelmű. Emlősök esetén csak jóval a fogyasztható mennyiség fölött mérgező.
Antibakteriális hatása is van. Eredetileg meghűlés elleni gyógyszerként akarták használni, de nem volt elég hatékony, ezért 1943-ban Nagy-Britanniában az első klinikai fázis után lezárták a vizsgálatát.
Több országban korlátozzák az almatermékekben található patulin mennyiségét. A WHO (Egészségügyi Világszervezet) ajánlása maximum 50 µg/L az almalében.
Az Európai Unióban a határ 50 µg/L mind az almalé, mind az almabor esetén, 25 µg/L a szilárd almatermékekeben, és 10 µg/L a csecsemőknek és kisgyermekeknek szánt élelmiszerekben. Ez a szabályozás 2003. november 1-jén lépett életbe.

## Fordítás
Ez a szócikk részben vagy egészben  a   Patulin című angol Wikipédia-szócikk fordításán alapul.  Az eredeti cikk szerkesztőit annak laptörténete sorolja fel. Ez a jelzés csupán a megfogalmazás eredetét és a szerzői jogokat jelzi, nem szolgál a cikkben szereplő információk forrásmegjelöléseként.